# RAND Corporation
RAND Corporation (Research ANd Development) este o organizație de tip think tank care a fost fondată cu scopul inițial de a efectua cercetare și analiză pentru forțele armate ale Statelor Unite.
1. ↑   https://www.charitynavigator.org/ein/951958142, accesat în 4 februarie 2022 Lipsește sau este vid: |title= (ajutor)